# イヴリー・ギトリス
イヴリー・ギトリス（ヘブライ語: עברי גיטליס、ヘブライ語ラテン翻字: Ivry Gitlis、1922年8月25日 - 2020年12月24日）は、イスラエルのヴァイオリニスト。イヴリーとはヘブライ語でヘブライを意味する。ルネ・レボヴィツのヴァイオリン協奏曲の世界初演者。

## 人物・来歴
1922年、ロシア系ユダヤ人の両親のもとに、ハイファにて生まれる。パリ音楽院に留学した後、カール・フレッシュ、ジョルジュ・エネスコとジャック・ティボーに師事。1968年にジョン・レノンの「ザ・ダーティー・マック」プロジェクトに参加、1971年にはブルーノ・マデルナより≪イヴリーのための小品 Piece for Ivry≫を献呈される。1988年よりユネスコ親善大使に着任し、「平和教育と文化と寛容の支持者」となる旨を述べた。
ギトリスの演奏は、大胆な解釈と思い切った表情づけで知られており、特に小品の演奏は、アクの強さで評価が二分している。
ギトリスの演奏は19世紀的と評されることが多いが、具体的には、テンポとリズムの大胆な解釈、独特なボウイングから生まれる個性的な音色、意図的に微妙な音程の変化を与え聴感に訴えかける奏法が挙げられる。ギトリスの演奏には賛否両論あるが、現代のヴァイオリニストの中でも最も特色の強い演奏をする奏者の一人と認識されている。
2020年、死去。98歳没。

## エピソード等
ギトリスは親日家としても知られるが、2011年3月11日に発生した東北地方太平洋沖地震による東日本大震災にはたいへん心を痛めていた。ギトリスは日本人に向けて次のようにメッセージを届けた。「愛し、敬う誰かが悲劇に遭遇している時、何を語ればよいのだろう？ 愛していると伝える？ その通り・・。それこそ、私が第2の故郷と考える日本と、日本の皆さんに伝えたいことです。皆さんのことをいつも想っています。私に何かできることがあるなら教えてください。私は最善を尽くしたいと思います。今私に出来ること、それは皆さんにこう伝えること━━『私の心、そしてヴァイオリンはあなたのそばにいます』。もしもそれが皆さんの助けになるのなら、私はすぐにでも日本を訪れるでしょう！ 今日本で起こっていることは世界全体への警告であり、私は世界がここから何かを学ぶことを望んでいます。しかし今はなにより、被災者の人々を愛し、その勇気を称賛しながら、より良い日が来るようにと希望を抱き、祈るだけです。」
そして多くの演奏家が次々に来日公演を中止していることにも心を痛め、自身が来日し演奏することで日本でコンサートを行っても支障がないことを分かってもらおうと考え、急遽チャリティ・コンサートを行うことを決め、東京、名古屋で演奏会を開催した。またコンサート合間の6月1日、宮城県石巻市にある避難所の石巻市立女子高等学校を慰問し、体育館で約200人の被災者や生徒を前に、エルガー作曲の「愛の挨拶」や日本の唱歌「浜辺の歌」を演奏。その後、石巻市立門脇中学校の音楽室を訪れ、吹奏楽部の生徒たちと交流、バッハの無伴奏パルティータを演奏すると、そのお返しに生徒たちは「ふるさと」を演奏した。ギトリスはその演奏に落涙し、「君たちとは音楽でつながってるよ。だからこれからも音楽をずっと続けてほしい」とメッセージを送った。

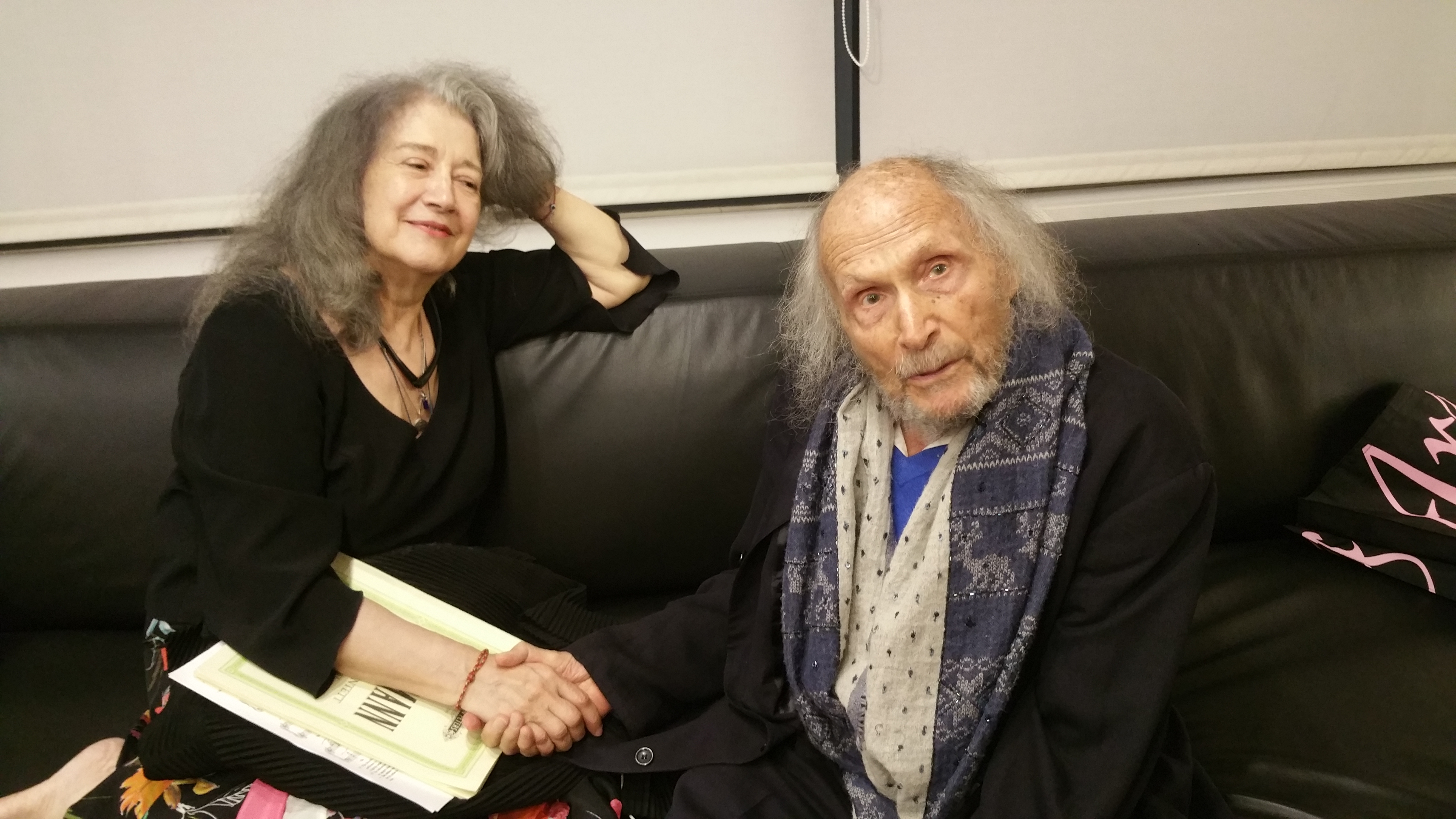
マルタ･アルゲリッチと（2018）